# Ipomoea clausa
Ipomoea clausa är en vindeväxtart som beskrevs av Johann Heinrich Rudolph och Carl Friedrich von Ledebour. Ipomoea clausa ingår i släktet praktvindor, och familjen vindeväxter. Inga underarter finns listade i Catalogue of Life.